# 百齡麥麵粉
百齡麥麵粉有限公司，簡稱百齡麥麵粉（英語：Prima Limited），在1961年由鄭倉滿家族創立，專門生產及銷售各類麵粉產品。主要地區為中國內地、新加坡等。而董事長和首席執行長為鄭捷江。
總部位於201 Keppel Road Singapore 099419。而曾在1969年於新加坡交易所主板上市。但直至在2003年5月初，由於在市場上沒有應用市場集資，再加上在交易買賣市場時非常困難，於是被大股東鄭倉滿家族進行以管理層全面收購（MBO）股份，並把它私有化而在10月除牌。而除牌後，將會繼續如常運作。

## 連結
- Prima.com.sg （页面存档备份，存于）